# Kjell Hasselgren
Kjell Lars Axel Hasselgren, född den 22 juni 1903 i Vaxholm, död den 15 november 1981 i Stockholm, var en svensk sjömilitär. Han var son till Theodor Hasselgren.
Hasselgren avlade studentexamen i Stockholm 1921. Han blev fänrik vid flottan 1924 och löjtnant 1927. Hasselgren genomgick Sjökrigshögskolan 1930–1932. Han befordrades till kapten 1937, till kommendörkapten av andra graden 1943, av första graden 1947 och till kommendör 1954. Hasselgren var chef för Marinens underofficersskola 1949–1952 och marinattaché i Köpenhamn och Oslo 1954–1958. Han var kamrerare vid Kunglig Majestäts Orden. Hasselgren blev riddare av Svärdsorden 1945 och av Vasaorden 1946. Han var ordförande för Svenska roddförbundet 1963–1966 och i stiftelsen Vintersol från 1960. Hasselgren vilar på Norra begravningsplatsen utanför Stockholm.